# Leucoma egens
Leucoma egens is een vlinder uit de familie spinneruilen (Erebidae), onderfamilie donsvlinders (Lymantriinae). De wetenschappelijke naam van deze soort is voor het eerst geldig gepubliceerd in 1861 door Felder.
De soort komt voor in tropisch Afrika.